# 石古壟
石古壟為香港沙田區的一條許姓鄉村。石古壟於清朝康熙年間（公元1662至1722年）建村，過去除農耕、斬柴、燒炭為生外，養蜂取蜜亦曾是其生產作業。

## 鄉郊一般選舉

### 2015年鄉郊一般選舉
- 原居民代表：許甲興（自動當選）[1]
- 居民代表：許己生（自動當選）[2]